# Castell de Puègverd
El castell de Puègverd és un castell càtar situat sobre el comú de Puègverd, al departament de l'Aude. Aquesta construcció, que s'alça sobre un pujol dominant el poble i el seu estany, culmina a una altitud de 605 metres. Es troba a la regió del Quercorb, a 60 quilòmetres al sud de Carcassona i a 45 quilòmetres a l'est de Foix.

## Història

### Elcastrumprimitiu
La construcció dataria del segle xiii, però les primeres mencions de l'edifici es remunten a l'any 1170. Pertany llavors a la família de Congost i és el moment de la croada albigesa. Puègverd fou segona cort d'amor cortès de França, va ser la fortalesa protectora de la intel·lectualitat europea i del lliure pensament; a més des de finals del segle xii, va acollir els càtars que cercaren refugi. Reines, nobles, trobadors, joglars i poetesses van donar cita en els salons d'aquest castell per transmetre a la resta del món occidental un art i una forma de viure: l'amor cortesà, protagonitzat per un joglar o trobador que, de condició social inferior al de la dama a la qual cantava, aconseguia seduir-la amb les seves dolces paraules i música, amb el cor i el sentiment, en un llenguatge gairebé espiritual.
Les dames càtares de l'alta aristocràcia occitana també es van veure atretes per aquesta cultura, tot un estil de vida que va aconseguir el seu apogeu en aquest temps. No obstant això, els horrors de la guerra, amb la intolerància de la Inquisició i la violència dels croats, van trencar aquest nivell sociocultural assolit a Occitània.

Un dels notables cantautors que freqüentaven Puègverd va ser el trobador Bernart d'Auriac, autor del vers:
| « | <Qu'eras sabran Aragonès Qui son Francès: Els Catalàs estregz cortès Veyran las flors, flors d'ourada semensa Et auzivan diré per Aragó "Oil" et "Nennil" en luec d'Oc e de No> | » |

(frases pronunciades per Bernart d'Auriac, de Besiers, el 1285, quan Felip l'Ardit va intentar envair tot el Llenguadoc).
Els Congost, senyors del castell, eren també creients dels preceptes predicats pels Bons Homes. La seva fe els va fer perdre les possessions de Puègverd quan la tardor del 1210, durant la croada albigesa, a favor dels barons francesos, acabdillada per Simó de Monfort els va conquerir i col·locà com a senyor feudal un home de la seva plena confiança: Thomas Pons de Bruyeres. Però, malgrat això, el catarisme seguia bategant en aquell castell. Un dels seus perfectes, Bernard de Congost, va rebre l'any 1232 el consolamentum a Montsegur; la seva filla, Saissa, igualment perfecta, va cremar a les flames de Montsegur, i Sicard de Puiverd, fins i tot, va participar en la massacre perpetrada pels càtars contra els esbirros del Sant Ofici a Avinyonet el 1242.
Aquests senyors practicaven el catarisme i eren titllats d'heretges. Així, el novembre de 1210, el castell experimenta un setge d'alguns dies per part de l'exèrcit de Thomas Pons de Bruyère, tinent de Simó de Montfort. En perdre, Puègverd es fa una possessió dels Barons del Nord. El 1279, un esfondrament de la presa natural que agafa les aigües del llac al peu de l'indret provoca la destrucció d'una part de la ciutat de Mirapeis, situada a 30 quilòmetres al Nord, en l'Arieja.

### El castell actual

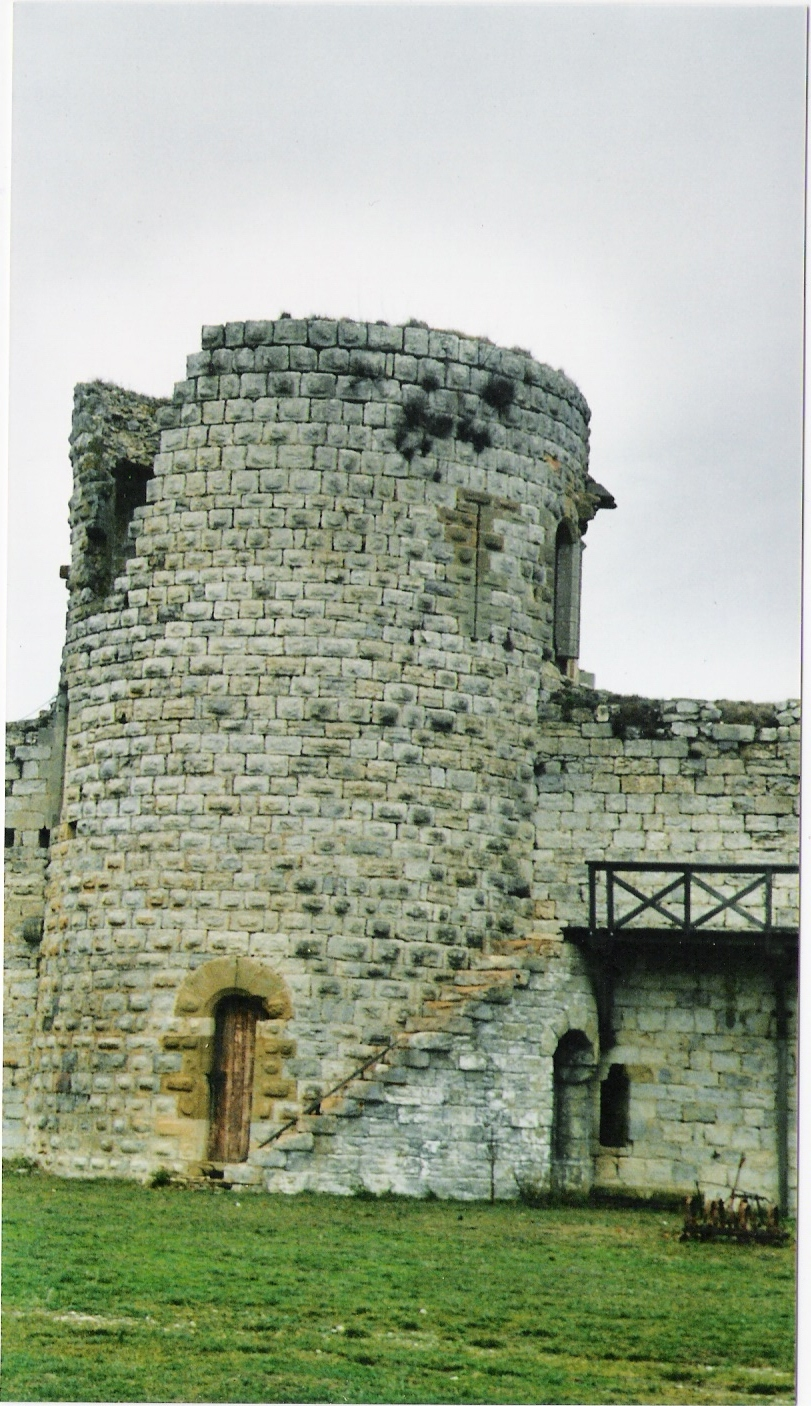
Una de les torres

A començaments del segle xiv, Thomas de Bruc, net de Pons i la seva dona, Isabel de Melun, fan reconstruir el nou castell, a l'est del Castell Vell del qual els vestigis encara són visibles. L'escut d'armes d'Isabel de Melun, filla d'un gran camarlenc de França, va ser sempre instal·lat tanmateix a l'antic edifici. La reposició en forma de l'edifici li ha donat el caràcter simbòlic i pictòric que es pot observar.
La seva classificació com a Monument Històric data de 1907. El castell és privat i ha servit per a nombrosos rodatges (La Novena porta, El Poble migratori...) gràcies a la seva torre de l'homenatge molt ben conservada.

### L'habitació dels músics

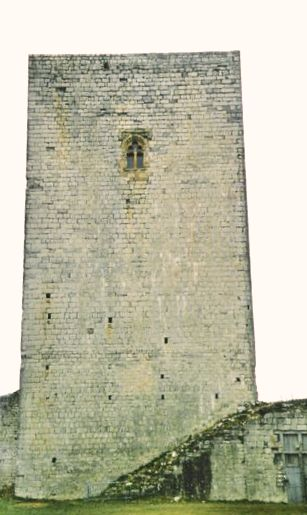
La torre de l'homenatge

Al quart pis de la torrassa es troba la sala dels músics. Porta aquest nom, ja que 8 escultures molt fines de músics amb els seus instruments s'hi representen. En efecte, sembla que la ciutat de Puègverd acollí al segle xii una cèlebre trobada de trobadors. Els instruments visibles a la sala són la gaita, la flauta, el tamborí, el rabec, el llaüt, la guiterna, l'orgue portàtil, el salterió i la viela en arquet.
Per ensenyar la tradició musical de l'època, la ciutat ha obert el Museu de Quercorb.

## Arquitectura

### Recinte
Les funcions del castell eren guerreres: l'aguait i la defensa, contràriament als edificis construïts en aquesta època que tenien més aviat objectius religiosos. El recinte s'estén sobre una longitud de 175 metres. El planta és rectangular, perforada d'arqueres i el fossat o vall que el separava de l'altiplà és pràcticament invisible actualment. L'entrada dins del pati es fa per una torre-porta quadrada, situada en el centre de la muralla est. Subsisteixen 5 torres de les 8 inicials:
- una de rodona, llisa, a l'angle nord-est
- una de rodona amb bocellament enmig del front nord
- una torre quadrada, amb una garita sobre el costat oriental, enllaçant els dos últims pisos
- les restes d'una torre rodona cap al sud-est
- la torre de l'homenatge o torre mestra (la part més ben conservada del castell)

A més a més de la porta central situada sobre el mur oriental, compta amb dues altres portades:
- un sobre l'angle defensat per la torrassa, és a dir l'angle nord-oest
- un altre al sud de la torrassa que permet accedir al vell castell

La superfície dins dels murs és molt gran : 3200 m².

### La torre mestra
És la part més ben conservada de l'edifici, de forma quadrada, mesura 15 metres de costat i 32 metres d'alçària. Era adjacent en un principi de la casa senyorial. Sobre la part oest de la torre, es poden observar trossos de faldons de murs perpendiculars, així com de les portes, per tant se n'ha deduït que els habitatges eren adossats a aquesta paret. La torrassa està composta de:

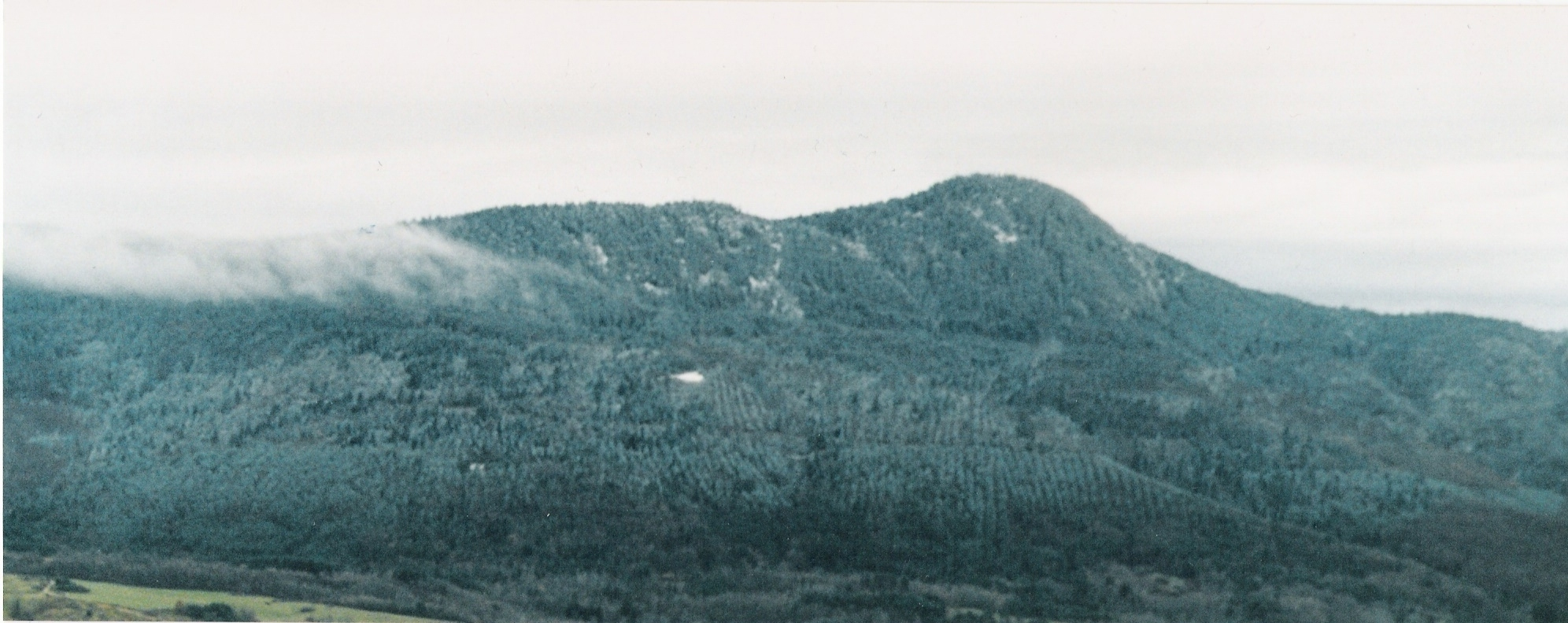
Vista des de la torre de l'homenatge

- dos nivells inferiors : parcialment subterranis, es troben sota la torrassa. El sostre està compost de bressols trencats.
- un tercer nivell : accessible per una porta coberta en arc trencat, s'hi troba la capella. La sala és decorada amb petites columnes, amb motllures i amb blasons. El sostre és amb volta d'ogives, amb fons esculpits. Sobre els murs, es troba una piscina litúrgica, així com finestres trilobulades.
- un quart pis : una habitació amb volta d'ogives amb fons esculpits de figures profanes tocant els instruments de música. Aquesta habitació ha estat designada : Sala dels Músics. El seu enllumenat es fa gràcies a 3 finestres semblants a les de la capella.
- el cinquè i últim pis : la plataforma defensiva, ens permet descobrir una vista magnífica de la regió del Quercorb.